# 孟仁草
孟仁草（学名：Chloris barbata）为禾本科虎尾草下的一个种。